# Ana Orantes
Ana Orantes Ruiz (ur. 6 lutego 1937 w Grenadzie, zm. 17 grudnia 1997 w Cúllar Vega) – Hiszpanka, która padła ofiarą przemocy ze względu na płeć. Krótko po tym, jak opowiedziała swoją historię w jednym z programów telewizyjnych, została zabita przez byłego męża, José Parejo Avivara, 17 grudnia 1997 roku w wieku 60 lat. Jej śmierć sprowokowała ogólnonarodową dyskusję na temat przemocy ze względu na płeć, w wyniku której do hiszpańskiego kodeksu karnego wprowadzono ochronę prawną przed tego typu przemocą oraz przed ogólnie pojętą przemocą domową. 
Parejo zaczął znęcać się nad Orantes już wkrótce po ślubie, a w ciągu 40 lat wspólnego pożycia jego agresja w stosunku do żony nasilała się. W tym czasie Orantes kilkakrotnie próbowała uciec od męża i zgłaszała go na policję, nie obowiązywały wówczas jednak żadne przepisy, które pozwalałyby chronić ofiary przemocy domowej zarówno w Hiszpanii, jak i w większej części Europy. Para ostatecznie rozwiodła się w 1996. 
4 grudnia 1997, rok po orzeczeniu rozwodu, pojawiła się w programie telewizyjnym „De Tarde en Tarde” wyemitowanym przez CanalSur. W trakcie trwania audycji opisała przemoc i wykorzystywanie seksualne, których ona i jej dzieci doświadczyli w trakcie jej 40-letniego małżeństwa. Przykłady fizycznego i emocjonalnego znęcania się nad rodziną przez Avivarę obejmowały karanie Orantes, gdy jakiś inny mężczyzna spojrzał na nią, izolowanie jej od rodziny, zakazywanie jej uczestnictwa w uroczystościach weselnych rodzeństwa, niewłaściwe dotykanie ich młodych córek i liczne pobicia, które omal nie doprowadziły do jej śmierci. Opisywała też chwile, gdy dziesiątki razy zgłaszała zachowania męża na policję. Próbowała także uzyskać rozwód od momentu, gdy stało się to legalne (1981), za każdym razem jednak nie udawało jej się z nim rozwieść. Mimo iż w 1996 ostatecznie orzeczono rozwód, Orantes dalej mieszkała z byłym już mężem. 
13 dni po udzieleniu wywiadu Orantes została znaleziona martwa. Dochodzenie wykazało, że została zamordowana przez byłego męża, który ją pobił, następnie przywiązał do krzesła i spalił żywcem. Makabryczny charakter jej zabójstwa wywołał oburzenie w kraju i doprowadził do wieców w całej Hiszpanii, wzywających do ochrony ofiar przemocy domowej. Ówcześnie rządzący krajem zbagatelizowali te wiece, opisując to, co stało się Orantes, jako „odosobniony” przypadek. Aby zakwestionować to stwierdzenie, liczne stowarzyszenia zaczęły zbierać dowody i statystyki dotyczące rozpowszechnienia przemocy domowej. Dopiero w 2004 roku premier kraju José Luis Rodriguez Zapatero wprowadził pierwsze hiszpańskie przepisy dotyczące przemocy domowej i przemocy na tle płciowym. Prawicowa partia Vox od tego czasu dąży do zniesienia tych przepisów. 
José Parejo za zabójstwo swojej byłej żony został skazany na 17 lat więzienia. Jednak siedem lat po morderstwie, 17 listopada 2004 r. doznał w więzieniu zawału mięśnia sercowego, w wyniku którego zmarł w szpitalu Ruiz de Alda w Granadzie. 
Orantes była pięćdziesiątą dziewiątą ujawnioną ofiarą morderstwa związanego z przemocą domową w Hiszpanii w 1997 roku. 
Synowie Orantes również twierdzili, że byli wykorzystywani przez Parejo.